# Microchilus pseudobrunnescens
Microchilus pseudobrunnescens är en orkidéart som beskrevs av Paul Ormerod. Microchilus pseudobrunnescens ingår i släktet Microchilus och familjen orkidéer. Inga underarter finns listade i Catalogue of Life.